# Baia di Kosi
La baia di Kosi (in inglese Kosi Bay) è un sistema di quattro laghi interconnessi situati entro il territorio protetto dell'iSimangaliso Wetland Park, nella provincia di KwaZulu-Natal, in Sudafrica. Questa zona del parco rappresenta l'estremità orientale del Sudafrica. L'insediamento più vicino è Manguzi, a circa 13 km.
La baia propriamente detta, sull'oceano Indiano, è costituita da un estuario, che si trova a soli due chilometri dal confine col Mozambico e la località mozambicana di Ponta da Oura che può essere raggiunta in poco più di un'ora di cammino. È una delle più tranquille spiagge del Sud Africa.
La foce del fiume viene definita "l'acquario" per la trasparenza dell'acqua e la grande varietà di specie di pesci che vi si trovano.
Il sistema lacustre di Kosi ospita anche una grande varietà di fauna, che include avvoltoi delle palme, aironi dorso bianco, diverse specie di martin pescatore, ippopotami, coccodrilli, squali dello Zambesi e diverse specie di tartarughe.